# Yacoub Shaheen
Yacoub Shaheen, född 27 februari 1994 i Betlehem, är en palestinsk sångare som tillhör den syrianska minoriteten i Palestina. Shaheen vann TV-programmet Arab Idol, ett program med ungefär 120 miljoner tittare i arabvärlden. Han blev den andra palestinier att vinna tävlingen efter Mohammed Assaf som växte upp i en flyktinglägret i Gazaremsan och som vann arabiska Idolen året 2013.

## Biografi
Shaheen behärskar flera musikinstrument som Bozouk, klarinett och andra rytmiska instrument. Året 2005 deltog han i det palestinska Muhawm-programmet. I oktober 2013 lanserade den unge artisten sin första låt, "Human Spirit", komponerad av lyricisten Elias Gres och kompositören Yacoub Shaheen. Låten spelades in på RJ Productions i Betlehem.